# Blatenský vrch
De Blatenský vrch (Duits: Plattenberg) is een berg in het Ertsgebergte, niet ver van het stadje Horní Blatná in Tsjechië. Boven op de berg staat de 21 meter hoge Aartshertogin Zita Uitkijktoren, genoemd naar Zita van Bourbon-Parma.
Het bergmassief bestaat voornamelijk uit graniet. Al rond het jaar 1500 vond in de omgeving van de berg mijnbouw plaats. Dit heeft geleid tot de stichting van het stadje Horní Blatná in het jaar 1532.